# Abdij van Beaulieu-en-Rouergue

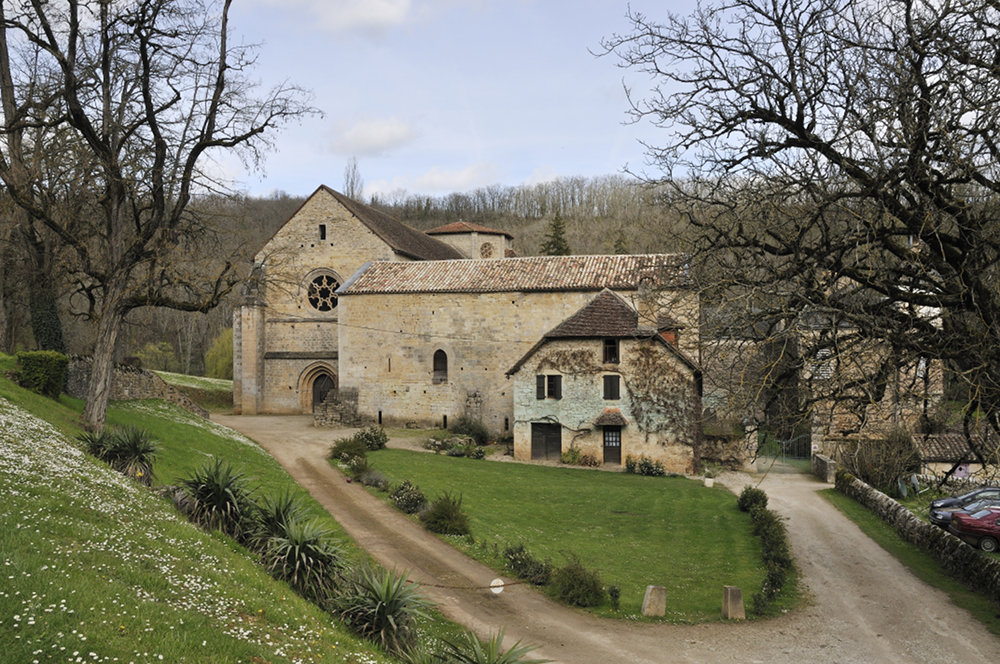
De abdij van Beaulieu-en-Rouergue

De Abdij van Beaulieu-en-Rouergue is een abdij in Ginals in het Franse departement Tarn-et-Garonne in de regio Occitanië. De abdij is na jaren van verval nu weer in glorie hersteld en wordt gebruikt als expositieruimte / museum.

## Historie
De Abdij van Beaulieu (Belloc in het Occitaans) is in 1144 door Adhemar III, bisschop van Rodez, gesticht. De historie van het klooster is niet een bijster gelukkige.
De eerste jaren na de stichting heeft de abdij gefloreerd, maar al in de 13e eeuw kwamen problemen: de Albigenzische Kruistocht. Deze kruistocht bracht in zijn kielzog vernielingen. Hordes van gewapende krijgers trokken door het land en plunderden alles wat er te vinden was. De abdij is hieraan ten onder gegaan, in de tweede helft van de dertiende eeuw is de abdij herbouwd, de nieuwe gebouwen uit die tijd zijn de gebouwen die er nu nog staan. Er is in die tijd ook een klooster gebouwd, daarvan zijn slechts wat resten over.
De Honderdjarige Oorlog bracht een volgende periode van problemen en vernieling. En de daarop volgende godsdienstoorlogen gingen ook niet ongezien voorbij, in die tijd is de kerk van alle versierselen ontdaan, is het klooster vernietigd en zijn de vleugels van de monniken deels vernield.
De volgende periode werd getekend door het feit dat de abdij “in commendam” verklaard was, wat inhield dat de abt van buiten de monnikengemeenschap benoemd kon worden. Dit werd zo een baan waar vrijwel iedere vervolgens benoemde abt zo veel mogelijk persoonlijk gewin uit probeerde te verkrijgen. De 17e eeuw was wel een eeuw van herbouw, van het opnieuw opbouwen van de abdij.
Gedurende de Franse Revolutie werd de abdij geconfisqueerd. De abdij werd vervolgens verkocht, en een nieuwe periode van ontmanteling en plundering volgde. De eigenaar van de kerk kwam op het idee om de hele kerk te verplaatsen naar Saint-Antonin, een idee waaraan wel begonnen werd, maar dat al snel gestopt is.
Al in 1875 is het gebouw tot monument verklaard, maar dat hield niets meer in dan een papieren verklaring. Jarenlang heeft het gebouw zonder dak gestaan en werd het gebruikt als opslagplaats voor hooi, of als stal. De erfgenamen van de gebouwen deden niets aan onderhoudd, met als gevolg een toenemend verval.

## Restauratie
In een dergelijke toestand zijn de gebouwen in 1959 herontdekt. De nieuwe eigenaren startten met de restauratie, langzamerhand werden steeds meer delen hersteld. Begonnen werd met het koor, waar het gewelf in dreigde te storten, vervolgens het schip van de kerk en het herstel van het gewelf daar. Nog vele acties werden uitgevoerd om het geheel weer in oude staat te herstellen.

In 1973 is het gebouw overgedragen aan de Caisse Nationale des monuments historiques et des sites, die de verdere herstelwerkzaamheden voor haar rekening nam.

## Indeling
De Abdij van Baulieu is gebouwd in een vierkant rondom een binnentuin, in het dal van de Seye, naast de D33, de weg tussen Parisot en Verfeil.
1. Kerk
Een in een puur gotische stijl opgetrokken gebouw. De kerk is 56 meter lang, 10 meter breed en bij het transept 20 meter breed.
2. Kapittel-ruimte
Het oudste deel van de bebouwing is deze open vergaderruimte van de monniken. De ruimte is voorzien van gewelven, die ooit een beschildering gehad moeten hebben, maar die helaas verloren is gegaan.
3. Klooster
In de binnentuin die er nu is zijn de resten gevonden van wat het klooster had moeten worden.
4. Lekenbroedersslaapzaal
De slaapzaal is opnieuw opgebouwd, met name het gebinte is bijzonder mooi hersteld. De ruimte wordt gebruikt voor exposities.
5. Kelder
Onder de slaapzaal zit een gewelfde kelder. De kelder is oud, de bouw is gotisch, tien spitsbogen rustend op vier middenpilaren houden het dak omhoog. De ruimte is met name gebruikt voor het opslaan van wijn om die te laten rijpen.
6. Lekenbroedersruimte
Lekenbroeders woonden hier vroeger, buiten de abdij zelf, ze hadden niet dezelfde rechten en plichten als de monniken en werkten met name als knecht op het land en in de abdij.
7. Visvijver
De monniken hadden een visvijver aangelegd, waarin forellen werden gekweekt.